# Ahmed-paša Hercegović
Ahmed-paša Hercegović. rođen kao Stjepan Hercegović (oko 1459. - oko 1517.), bio je vezir Osmanskog Carstva nekoliko puta. Sin je Stjepana Kosače i njegove supruge Njemice Cecilije.

## Djetinjstvo i rana mladost
Djetinjstvo provodi u Humskoj zemlji (današnja Hercegovina) i Dubrovniku gdje započinje školovanje. Nakon pada Hercegovine pod vlast Osmanlija, otac ga šalje u Carigrad kao jamca za mir. Školovao se u čuvenom Enderun mektebu gdje je primjećen njegov talent i njegova politička karijera počinje polako ići uzlazno.

## Obitelj
Potječe iz velikaške obitelji iz Hercegovine zvani Kosače, otac mu je bio Stjepan Vukčić Kosača, a polusestra mu je bila Katarina Kosača-Kotromanić, ostala braća i sestra su mu Vladislav Hercegović Kosača, Vlatko, Mara, Stjepan. Pradjed mu je bio Dragiša Vukić čiji je brat Hrvoje Vukčić Hrvatinić.

## Napredovanje na osmanskom dvoru
Pod imenom Ahmed prvi put se javlja 1477., u jednom fermanu sultana Mehmeda II., a već sljedeće godine bio je državni zastavnik, mirialam. U prosincu 1481. ženi kćer sultana Bajazida II., princezu Hundi-hatun. Od tada njegova karijera još više napreduje. Tokom svog života obnašao je razne dužnosti, bio je sandžak-beg Burse, zatim beglerbeg Anadolije. 17. ožujka 1488. postao je kapudan-paša i zapovijedao je osmanskom mornaricom četiri godine i devet mjeseci. Nakon toga ponovo biva imenovan na dužnost anadolskog beglerbega. U ožujku 1497. prvi put je imenovan za velikog vezira, što je poslije sultana najveća funkcija u Osmanskom carstvu. Ahmed-paša Hercegović će još četiri puta biti na ovom istaknutom položaju. Četrdeset godina je proveo u službi trojice sultana: (Mehmed II., Bajazid II. i Selim I. ) i pod njihovom zastavom sudjelovao u mnogim bitkama, ovo vrijeme je u osmanlijskoj povijesti poznato kao "zlatno doba", a velike zasluge za to svakako pripadaju i Ahmed-paši.

## Potomstvo
Imao je četiri sina: Ali-bega, Mustafa-bega, Ahmed-bega i Mehmed-bega te jednu kćer kojoj je dao ime po svojoj domovini - Huma. Iza sebe je ostavio brojne zadužbine po čitavom tadašnjem Osmanskom Carstvu: džamije, medrese, hamame, mektebe, imarete, karavannsaraje itd. Ahmed-paša je umro 1517. godine nakon povratka iz Egipta. Pokopan je na svom imanju na Mramornom moru u selu Dil koje je kasnije njemu u čast preimenovano u Hersek (Hercegovina) .